# 郑州市第三十一中学
郑州市第三十一中学，简称郑州三十一中，是郑州市教育局直属的一所完全中学，郑州市示范性高中，位于郑州市金水区群英路15号。

## 历史
郑州市第三十一中学创建于1965年。2011年与郑州市第103中学合并，两校继续保留原有校名，对外宣传时则使用“郑州市第31·103中学”作为校名。合并后的三十一中校区为高中部，而103中校区则为初中部。2024年，郑州市第103中学独立办校。

## 文化
2008年设立校园文化艺术节至今，于每年的4月底举行。